# Supernature (álbum de Goldfrapp)
Supernature es el tercer disco del dúo inglés de música electrónica Goldfrapp. Fue lanzado en el Reino Unido, el 22 de agosto de 2005 por Mute Records, y fue el primer disco del dúo en recibir críticas dispares. Muchos críticos aplaudieron su mezcla de música pop y electrónica, mientras que otros dijeron que era aburrido. Supernature estuvo en el top cinco de discos de Reino Unido, y su primer sencillo, Ooh La La estuvo en el top cinco de singles. En Norteamérica, donde Number 1 fue lanzado como el primer sencillo, el álbum se publicó el 7 de marzo de 2006, aunque no escaló demasiado en las listas de ventas.
El disco representó un cambio en el estilo musical de Goldfrapp y contenía pop y música dance y electrónica; está inspirado en la artista de música disco Donna Summer y en la banda New Order. Supernature recibió una nominación a los premios Grammy en 2007 al mejor disco de música electrónica y dance. En enero de 2006, el recibió el disco de platino en Reino Unido, y a principios de 2007 ya había vendido un millón de copias en todo el mundo.

## Listado de canciones
Todas las canciones fueron compuestas por Alison Goldfrapp y Will Gregory, excepto las señaladas
1. "Ooh La La" – 3:23
2. "Lovely 2 C U" – 3:25
3. "Ride a White Horse" (Goldfrapp, Gregory, Nick Batt) – 4:42
4. "You Never Know" – 3:27
5. "Let It Take You" – 4:30
6. "Fly Me Away" – 4:25
7. "Slide In" – 4:17
8. "Koko" – 3:23
9. "Satin Chic" – 3:28
10. "Time Out from the World" – 4:47
11. "Number 1" – 3:25

### Pistas adicionales
Las siguientes canciones fueron incluidas en las versiones para Japón y Estados Unidos de Supernature.
1. "Beautiful" – 4:51